# 格朗德里河畔丹
格朗德里河畔丹（法語：Dun-sur-Grandry）是法国涅夫勒省的一个市镇，属于希农堡城区（Château-Chinon (Ville)）巴祖瓦地区沙蒂隆县（Châtillon-en-Bazois）。该市镇总面积11.91平方公里，2009年时的人口为149人。

## 人口
格朗德里河畔丹人口变化图示